# Aichryson tortuosum
Aichryson tortuosum là một loài thực vật có hoa trong họ Crassulaceae. Loài này được (Aiton) Webb & Berthel. miêu tả khoa học đầu tiên năm 1840.